# Suomy
Suomy (スオミー、スオーミー) は、イタリアのオートバイ・自転車用ヘルメットの製造メーカーである。製品は主にレースを念頭に置いた物で、多くは鮮やかなグラフィックが施されている。

## 概要
Suomyは1997年に、イタリアのUmberto Montiによってレース用ヘルメットのメーカーとして設立された。2000年にドゥカティと業務提携を結び、ドゥカティのスーパーバイクライダーがSuomyのヘルメットを使い始めた。
現在まで、世界で活躍するライダーのスポンサーを行なっており、代表的な人物として、トロイ・ベイリス (WSB)、マックス・ビアッジ (WSB)、ロリス・カピロッシ (MotoGP),フランチェスコ・バニャイア (MotoGP),（ジェームス・トスランド (MotoGP), 玉田誠 (MotoGP) , アルバロ・バウティスタ (MotoGP) 、ニール・ホジソン (AMA)が挙げられる。
その一方で、Suomyは事業を拡大して香水、皮革小物、鞄、子供服、学用品、宝石類、腕時計、スポーツウェアならびに高機能衣服といった分野に展開している。
現在はインドネシアのKYTヘルメットが製造し、開発のみイタリアで行われている。